# كأس النخبة اللبناني 2016
كأس النخبة اللبناني 2016 هو موسم من كأس النخبة اللبناني. فاز فيه نادي النجمة اللبناني.